# Renato Bussola
Renato Bussola ist ein früherer italienischer Skeletonpilot.
Renato Bussola nahm seit 1990 an internationalen Wettbewerben teil. Sein erstes Rennen bestritt er im Februar des Jahres im Rahmen des Skeleton-Weltcups in Igls, wo er 37. wurde. Im Dezember 1993 belegte er in Winterberg als Neuntplatzierter seine erste Top-Ten-Platzierung. Die Ergebnisse in den folgenden Jahren waren sehr schwankend, reichten von Top-Ten bis Top-30-Ergebnissen. Sein bestes Resultat schaffte der Italiener 1999 als Viertplatzierter in Igls. Das letzte seiner 35 Weltcup-Rennen bestritt Bussola 2002. Neunmal startete der Italiener mit unterschiedlichen Ergebnissen bei Skeleton-Weltmeisterschaften. 1990 wurde er am Königssee 36., 1991 in Igls 16., 1992 in Calgary 22., 1995 in Lillehammer Siebter, 1996 in Calgary 14., 1998 in St. Moritz Elfter, 1999 in Altenberg 18. und 2000 in Igls 25.
National war Bussola einer der erfolgreichsten italienischen Skeletonpiloten überhaupt. Schon 1993 gewann er hinter Marco Filippin bei den Italienischen Meisterschaften die Silbermedaille. In seiner erfolgreichsten Zeit zwischen 1995 und 1997 gewann Bussola drei Titel in Folge. In den nächsten sechs Jahren erreichte er noch fünfmal den zweiten Platz (1998, 2000, 2001, 2002 und 2003) und einmal den dritten Platz (1999).
Nach den nationalen Meisterschaften 2003 beendete Bussola  seine aktive Karriere. Heute arbeitet er als Trainer für den österreichischen Verein BSC Stubai.